# Густафссон, Юкка
Ю́кка Та́пани Гу́стафссон (фин. Jukka Tapani Gustafsson; 2 января 1947, Турку, Финляндия) — финский политик, член Парламента от Социал-демократической партии Финляндии. С 22 июня 2011 года по 23 мая 2013 года — министр образования Финляндии в Кабинете правительства Катайнена.

## Биография
Родился 2 января 1947 года в городе Турку.
22 июня 2011 года назначен министром образования Финляндии в кабинете правительства Катайнена. В августе 2012 года высказал свои опасения в связи с наметившейся тенденцией дифференциации финских общеобразовательных школ и общего упадка школьного образования.
17 мая было объявлено об изменениях в правительстве Катайнена: вместо Густафссона министром образования была назначена Криста Киуру, занимавшая пост министра жилищного строительства и связи, она вступила в свою новую должность 24 мая 2013).

## Семья
- Жена — Вирпи Густафссон (фин. Virpi Gustafsson)